# Вихрен
Вижте пояснителната страница за други значения на Вихрен.
Вѝхрен (до 29 юни 1942 г. Елтепе, Ел-тепе) е най-високият връх на Пирин. Със своите 2914 метра Вихрен е втори по височина в България след Мусала (2925,4 ) в Рила и трети на Балканския полуостров след Митикас (2917,727) в Олимп (Гърция).

## Местоположение
Намира се в северния дял на Пирин на главното било между връх Кутело (на северозапад) и Хвойнати връх (на югоизток). С тези два върха го свързват седловините Премката (2610 м) на север и Кабата (2535 м) на юг.

## Име
До 1942 г. върхът се нарича Елтепе (връх на бурите). В днешни дни това име носи малък заслон в подножието на Вихрен. Заслонът Елтепе се намира до постоянен снежник, покрай чието изучаване е построен и самият заслон.

## География
Гледан от Банско Вихрен прилича на пресечена пирамида, а от юг – на четиристенна пирамида. За този връх е характерно, че изглежда по много различен начин от различните посоки. Скалите, които изграждат Вихрен, са мрамори, които не задържат вода, поради което в целия район на върха няма реки и езера. Най-близките езера са Влахините на югозапад. Растителността по склоновете на Вихрен е бедна – трева и лишеи, докато животинският свят е по-богат – има птици, дребни гризачи, но най-вече диви кози, които обитават Казаните в подножието на върха. Цветето еделвайс се среща в изобилие по скалния ръб Джамджиеви скали.

## Климат
Средните годишни валежи са 1150 мм, а снежната покривка достига 3 м. Средният годишен абсолютен минимум на температурите е между -25° и -21 °C, а максималните температури са между 15° и 23 °C.

## Туризъм
- Връх Вихрен е и сред Стоте национални туристически обекта на Българския туристически съюз. Печат има в музей „Никола Вапцаров“ в Банско и в хижа „Вихрен“.
- Връх Вихрен е включен в инициативата „Покорител на 10-те планински първенци“. Печат има в хижа "Вихрен“, в хижа "Бъндерица“ и в музей „Никола Вапцаров“ в Банско.

### Маршрути
- От страната на хижа „Вихрен“ върхът представлява стръмен купол, по който се качва основната пътека, известна като „Царската пътека“. Тя стига до Кабата и оттам атакува самата пирамида.
- От страната на Казаните се издига отвесна стена, висока до 350 м, по която има прокарани няколко алпийски маршрута. В подножието ѝ има вечен сняг – малък ледник с размери 90 на 40 м. Стената е изкачена за пръв път на 5 октомври 1934 г. от германските алпинисти  Бернхард Мозл (Bernhard Chr. Mosl)[5] и Хайнрих Ауер (Heinrich Auer), които правят изкачване в най-дясната част на стената. Първото изкачване на български алпинисти правят Любен Телчаров и Божидар Стоичков на 16 юли 1935 г.[4] Първото зимно изкачване на стената е направено от Александър Белковски и Владимир Лободин на 15 февруари 1949 г.[6]
- От страната на Кутело и Премката Вихрен представлява остър купол, по който върви трудна и изсечена в скалите пътека, но това е най-лесното от психологическа гледна точка изкачване.
- Има и начин за изкачване на върха, който обаче се препоръчва само за туристи с опит в катеренето. Става дума за маршрута по ръба Джамджиеви скали, който отделя Казаните от долината на хижа „Вихрен“.

- През зимния сезон всички маршрути до върха са лавиноопасни.

## Други
На Вихрен са наречени улиците „Вихрен“ в кварталите „Манастирски ливади“ и „Бъкстон“ (Карта) и „Елтепе“ в квартал „Триъгълника-Надежда“ (Карта) в София.

## Галерия
- Изглед към върха
- Изглед към върха от хижа Вихрен
- Вихрен, гледан от пътя в района на ски пистата
- Изглед от местността Кабата (2535 м)
- Поглед от Голямото Бъндеришко езеро